# Ribaute-les-Tavernes
Ribaute-les-Tavernes é uma comuna francesa na região administrativa de Occitânia, no departamento de Gard. Estende-se por uma área de 14,27 km². Em 2010 a comuna tinha 2 208 habitantes (densidade: 154,7 hab./km²).